# Lando Norris
Lando Norris (* 13. November 1999 in Bristol, England) ist ein britisch-belgischer Automobilrennfahrer. Er wurde 2014 Kart-Weltmeister. 2015 gewann er die britische Formel-4-Meisterschaft, 2016 entschied er die Toyota Racing Series, den Formel Renault 2.0 Eurocup und die nordeuropäische Formel Renault für sich. Er gewann 2017 die europäische Formel-3-Meisterschaft. 2018 wurde Norris Vizemeister in der FIA-Formel-2-Meisterschaft. Seit 2019 startet er in der Formel-1-Weltmeisterschaft für McLaren. Sein erstes Formel-1-Rennen gewann er 2024 beim Großen Preis von Miami.

## Karriere

### Bis 2014: Anfänge im Kartsport
Norris begann seine Motorsportkarriere 2007 im Kartsport, in dem er bis 2014 aktiv blieb. Unter anderem wurde er 2013 auf Juniorenebene Meister der CIK-FIA-Kart-Europameisterschaft, der WSK Euro Series und des CIK-FIA-Super-Cups. 2014 fuhr Norris im Kartsport auf Seniorenebene. Dabei wurde er Dritter der Europameisterschaft und wurde im Alter von 14 Jahren als bis dahin jüngster Fahrer Kart-Weltmeister. 2014 fuhr er zudem für HHC Motorsport in der Ginetta Junior Championship und wurde dort Dritter.

### 2015: Wechsel in den Formelsport

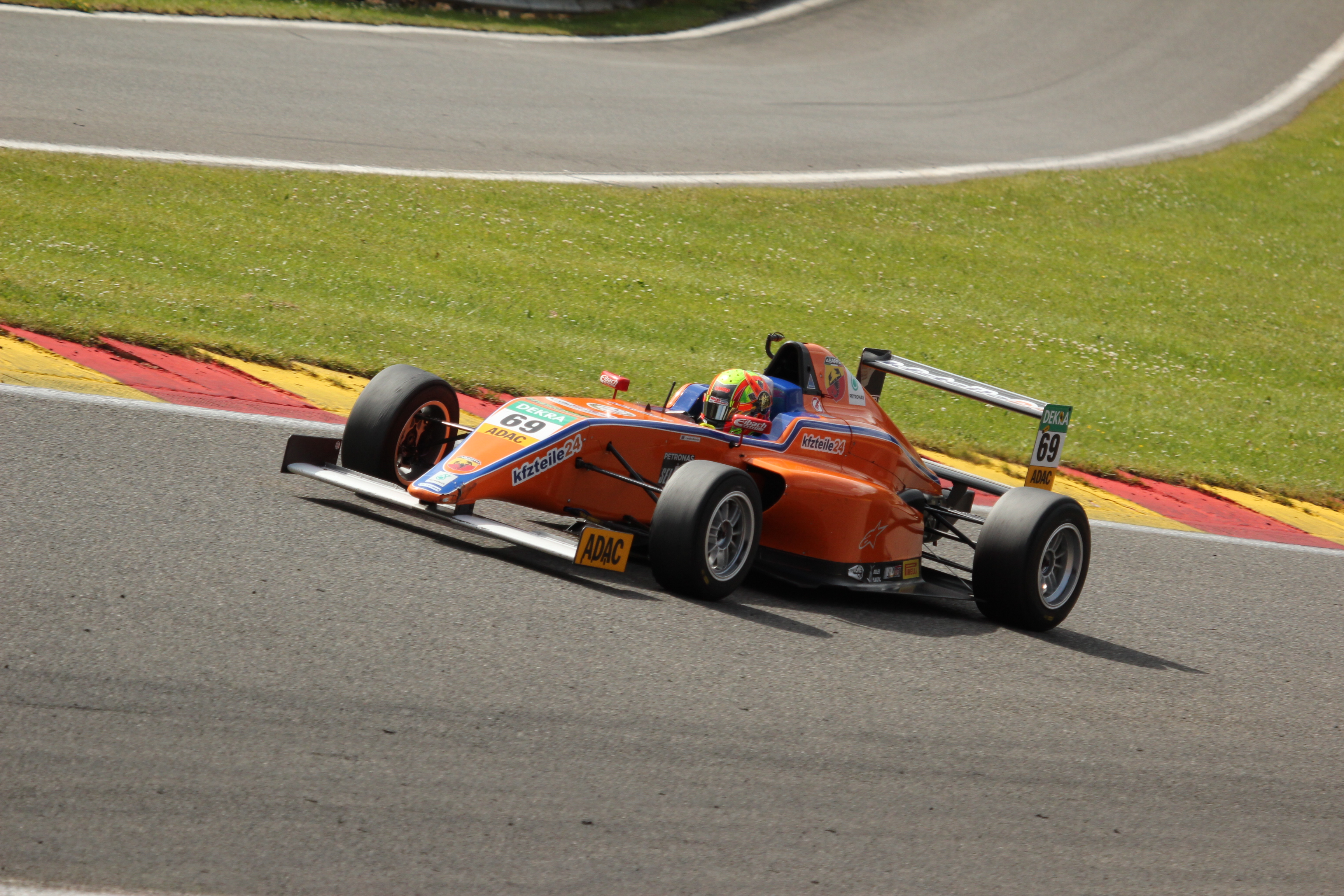
Lando Norris in Spa-Francorchamps in der deutschen Formel 4 Meisterschaft 2015

2015 wechselte Norris in den Formelsport und erhielt bei Carlin ein Cockpit in der neugegründeten britischen Formel-4-Meisterschaft. Er gewann acht Rennen und entschied die Meisterschaft mit 413 zu 371 Punkten gegen Ricky Collard für sich. Außerdem fuhr er für Mücke Motorsport bei je drei Rennwochenenden der deutschen und italienischen Formel-4-Meisterschaft und gewann dabei ein Rennen in Deutschland. Des Weiteren nahm er mit HHC Motorsport an einer Veranstaltung der Herbstserie der BRDC Formula 4 Championship teil und gewann zwei Rennen.

### 2016: Meistertitel in der Toyota Racing Series und Formel Renault
Anfang 2016 ging Norris in der neuseeländischen Toyota Racing Series für M2 Competition an den Start. Er gewann sechs Rennen und entschied die Meisterschaft mit 924 zu 792 Punkten gegen Jehan Daruvala für sich. Anschließend absolvierte Norris ein Dreifachprogramm in Europa. Für Josef Kaufmann Racing startete er im Formel Renault 2.0 Eurocup sowie der nordeuropäischen Formel Renault. Im Eurocup gewann er fünf Rennen und stand insgesamt zwölfmal auf dem Podium der drei Erstplatzierten. Mit 253 zu 200 Punkten gewann er die Meisterschaft vor Dorian Boccolacci. In der nordeuropäischen Formel Renault entschied er sechs Rennen für sich und erreichte insgesamt elf Podest-Platzierungen. Hier wurde er mit 326 zu 285 Punkten Meister vor Max Defourny. Darüber hinaus startete Norris für Carlin zu vier Veranstaltungen der britischen Formel-3-Meisterschaft. Dabei gelangen ihm vier Siege und er wurde Achter in der Fahrerwertung. Ferner absolvierte er für Carlin drei Gaststarts in der europäischen Formel-3-Meisterschaft und er nahm am Macau Grand Prix teil. Für seine Erfolge wurde Norris am Ende des Jahres mit dem McLaren Autosport BRDC Award und als Autosport British Club Driver of the Year ausgezeichnet.

### 2017: Meisterschaft in der Formel 3
2017 ging Norris für Carlin in der europäischen Formel-3-Meisterschaft an den Start und gewann auf Anhieb die Meisterschaft. Zudem wurde er ins Förderprogramm des Formel-1-Rennstalls McLaren aufgenommen.

### 2018: Vizemeister in der Formel 2

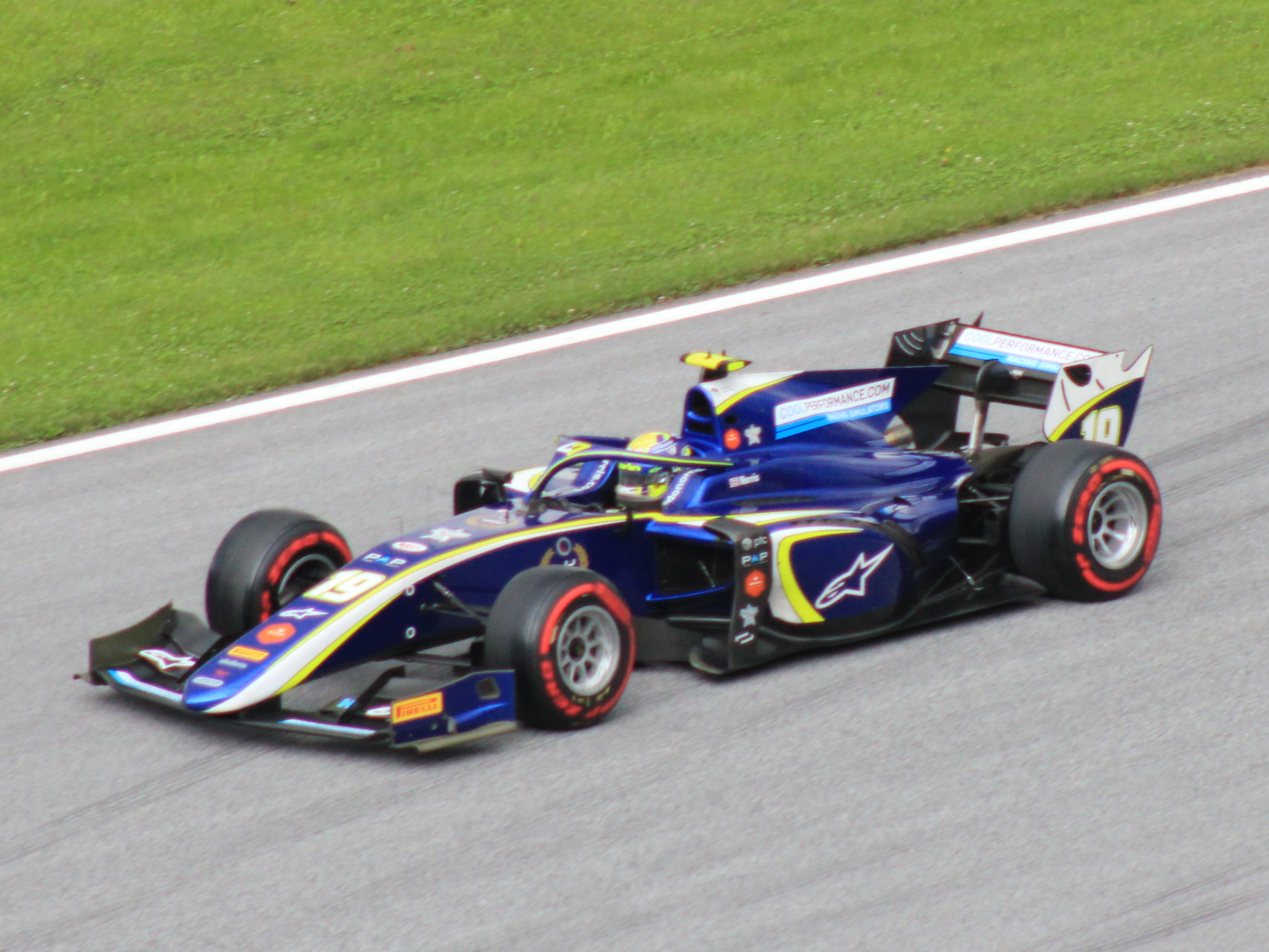
Lando Norris beim ersten Formel-2-Rennen in Spielberg 2018

Zu Beginn des Jahres 2018 startete er für das Team United Autosport bei dem zur IMSA WeatherTech SportsCar Championship zählenden 24-Stunden-Rennen von Daytona. Gemeinsam mit Fernando Alonso und Philip Hanson belegte er den 38. Gesamtrang und den 13. in der Prototypenklasse. Im weiteren Verlauf des Jahres nahm er mit Carlin Motorsport an der FIA-Formel-2-Meisterschaft teil, in deren Gesamtwertung er den 2. Platz belegte.

### 2019: Aufstieg in die Formel 1
Norris debütierte 2019 bei McLaren in der Formel 1. Sein Teamkollege wurde Carlos Sainz jr. Für seine Karriere in der Formel 1 wählte er die 4 als permanente Startnummer. Norris beendete sein erstes Rennen in Australien auf dem zwölften Platz. Beim darauf folgenden Großen Preis von Bahrain erzielte er als Sechster seine ersten Punkte. Am Saisonende belegte er mit 49 Punkten den elften Platz in der Fahrerwertung.
Neben seiner Karriere im Formelsport geht Norris in Simulatorrennen für das Team Redline an den Start. Zu seinen Teamkollegen zählt dabei unter anderem auch der Formel-1-Fahrer Max Verstappen. Er geht vor allem in iRacing.com an den Start. Verstappen und Norris entschied unter anderem das von iRacing veranstaltete 24-Stunden-Rennen von Spa im Jahr 2019 für sich.

### 2020: erstes Podium und erste schnellste Rennrunde
Nachdem der Saisonstart 2020 wegen der COVID-19-Pandemie von März (Australien) auf Juli verschoben worden war, kam Norris beim Auftaktrennen in Österreich auf Platz vier ins Ziel. Wegen einer Fünf-Sekunden-Strafe von Lewis Hamilton wurde er aber als Dritter gewertet; somit stand er zum ersten Mal in der Formel 1 auf dem Podium. In der letzten Runde fuhr er zudem erstmals in seiner Formel-1-Karriere die schnellste Rennrunde. Er beendete die Saison auf dem neunten Platz der Fahrerwertung mit 97 Punkten.

### 2021: erste Pole-Position

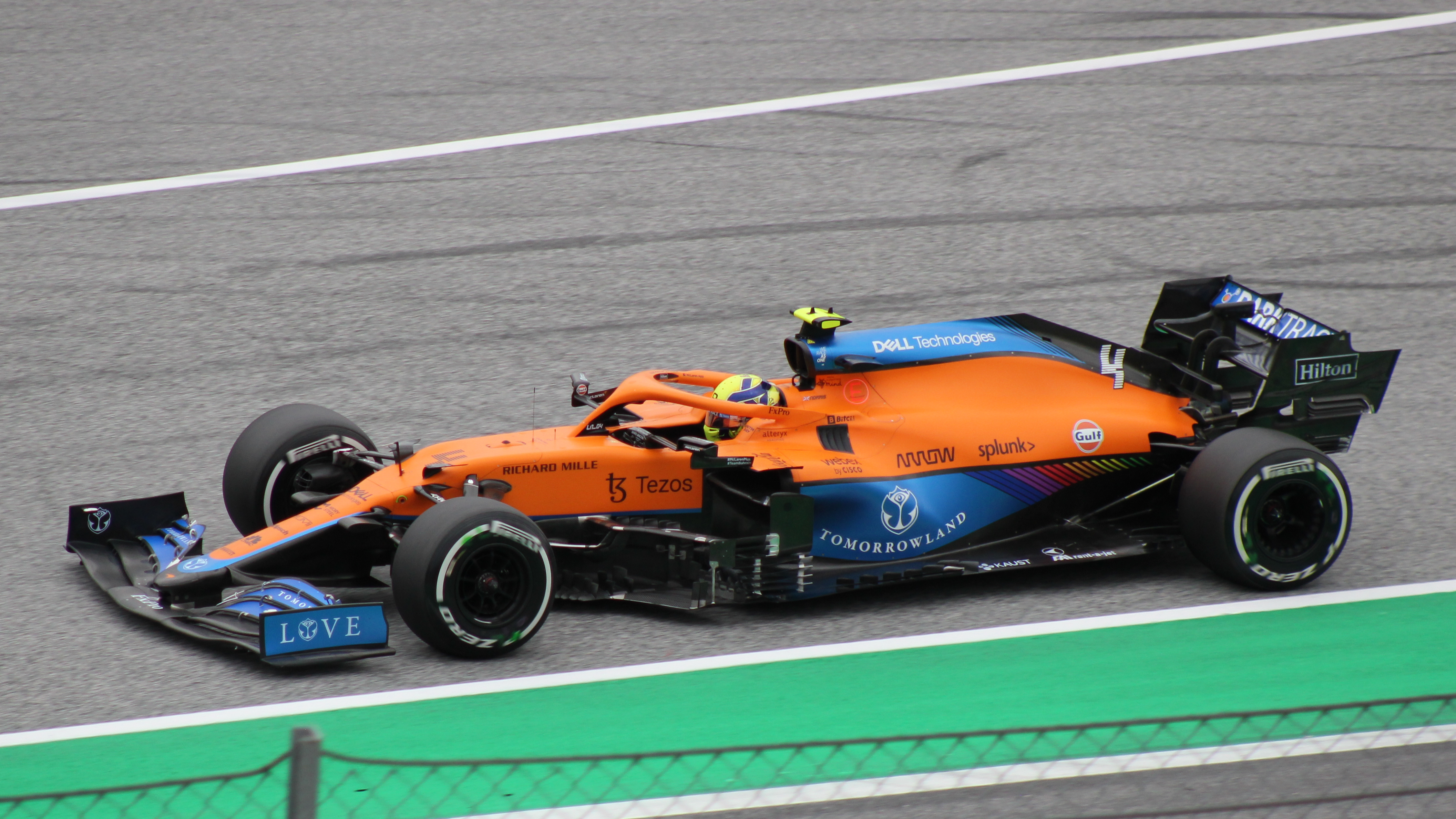
Lando Norris im zweiten freien Training beim Großen Preis von Österreich 2021

2021 bestreitet Norris eine weitere Saison für McLaren. Mit Daniel Ricciardo erhielt er einen neuen Teamkollegen. Beim Großen Preis der Emilia-Romagna, beim Großen Preis von Monaco und beim Großen Preis von Österreich erzielte er – jeweils als Dritter – Podestplatzierungen. Beim Großen Preis von Italien erzielte er hinter Ricciardo einen zweiten Platz, seine bis dahin beste Platzierung. In der Qualifikation zum fünfzehnten Rennen der Saison in Sotschi erfuhr sich Norris seine erste Pole Position. Am Ende der Saison stand er mit 160 Punkten auf Platz 6 der Fahrerwertung.

### 2022: einziges Podium des Mittelfelds
In der Saison 2022 gelang es McLaren nicht, an den Erfolg der Vorsaison anzuknüpfen. Lando Norris brachte es beim Großen Preis der Emilia-Romagna zu lediglich einem Podestplatz, wobei McLaren am Ende der Saison 5. in der Teamwertung und Norris 7. in der Fahrerwertung wurden. Dennoch besiegte Norris seinen Teamkollegen Ricciardo.

### 2023: Aufschwung zur Saisonmitte
Zur Saison 2023 bekam Norris mit dem Rookie Oscar Piastri einen neuen Teamkollegen. Zu Beginn der Saison fuhr McLaren mit der weiterentwickelten Version des Vorgängerautos nur im hinteren Mittelfeld. Nachdem beim Großen Preis von Österreich die neue Version des Autos fertiggestellt worden war, fuhr McLaren plötzlich starke Rennen, bei welchen sowohl in Suzuka als auch in Lusail beide Fahrer auf dem Podest standen. Norris holte in Silverstone, Budapest, Suzuka, Lusail und São Paulo den 2. Platz hinter dem Niederländer Max Verstappen. In Singapur musste er sich ebenfalls als 2. hinter dem Ferrari-Piloten und ehemaligen McLaren-Kollegen Carlos Sainz jr. geschlagen geben. Am Ende landete McLaren noch auf dem 4. Platz der WM-Wertung, wobei Norris die Saison auf dem 6. Platz beendete.

### 2024: erster Titelkampf und Vizeweltmeister
Im Jahr 2024 fuhr McLaren von Anfang an vorne mit, wobei Norris in Melbourne seinen ersten Podestplatz der Saison mit Platz 3 hinter den beiden Ferrari-Fahrern errang. Nach einem weiteren Podestplatz in Shanghai gewann Norris beim Großen Preis von Miami sein erstes Rennen.

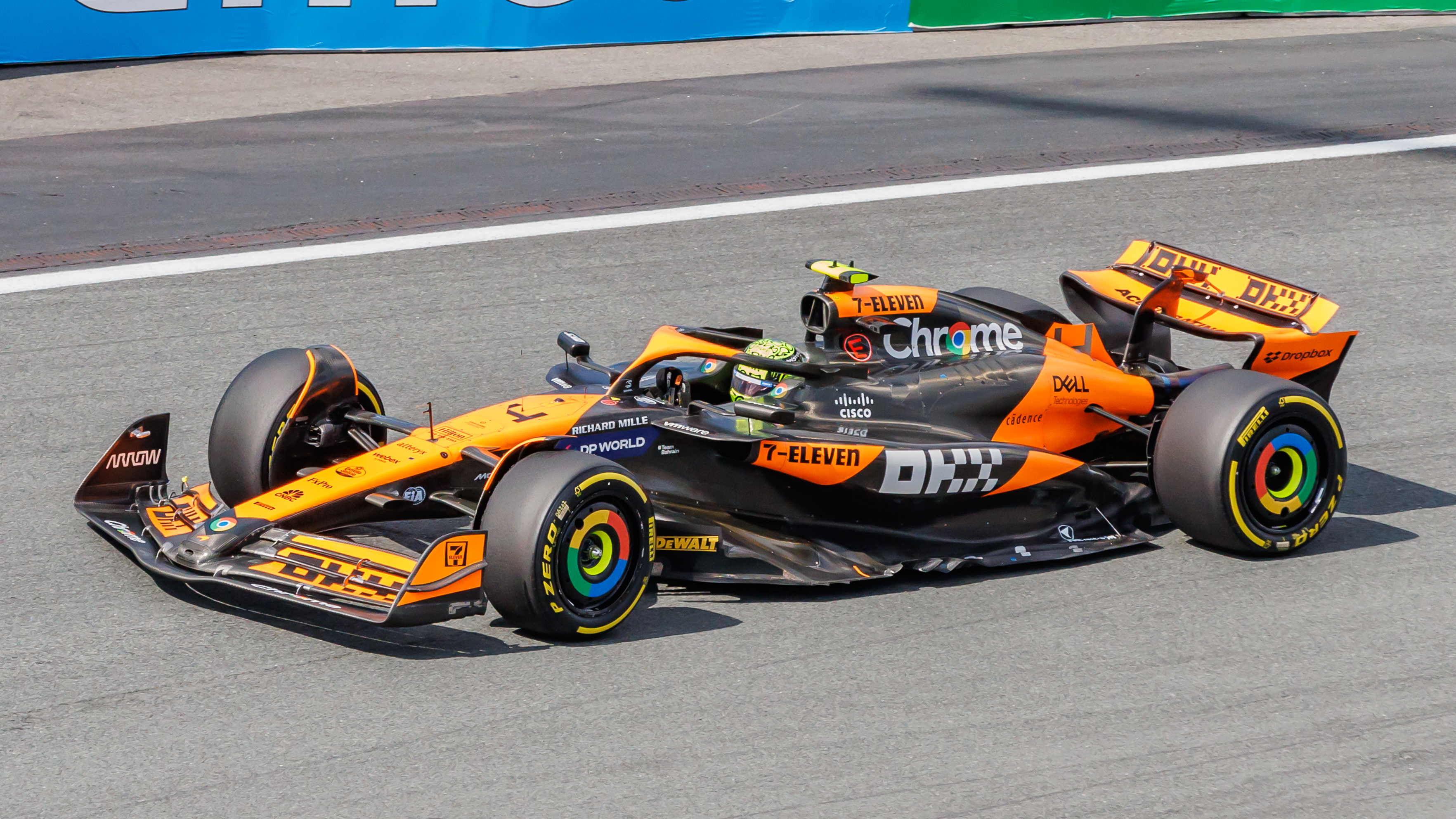
Lando Norris beim Großen Preis der Niederlande 2024

Über die weitere Saison entwickelte er sich zu Verstappens stärkstem Titelrivalen. Nach dem Großen Preis von Spanien hatte Norris in der Fahrermeisterschaft Platz 2 hinter ihm eingenommen. Bei einem Überholmanöver beim darauffolgendem Rennen kollidierten die beiden zum ersten Mal in der Saison, während Verstappen nach einem Boxenstopp weiterfahren konnte, schied Norris aus dem Rennen aus. Bei seinem Heim-Grand Prix eine Woche später führte er das Rennen zwischenzeitlich zwar an, beendete das Rennen aber als Dritter erneut hinter Verstappen. In Ungarn startete er von der Pole-Position, gab den Sieg aber wenige Runden vor Schluss auf Bitte seines Teams an seinen Teamkollegen Piastri ab. Ab diesem Rennen begann Norris, in der Fahrermeisterschaft die Lücke zu Verstappen immer weiter zu schließen. In Spa verlor er zwar wieder zwei Punkte an Boden, fuhr jedoch in Zandvoort bei Verstappens Heim-Grand Prix einen dominanten Sieg ein – er kam fast 23 Sekunden vor Verstappen auf Platz 2 ins Ziel.
In den nächsten beiden Rennen verbuchte Norris zwar nur einen Podestplatz (der dritte Platz in Monza), er beendete aber beide Rennen vor Verstappen. In Singapur gewann er erneut mit fast 21 Sekunden vor Verstappen. Zudem startete er in dem Rennen von der Pole-Position und führte das Rennen in jeder Runde an. Er verpasste jedoch seinen ersten Grand Slam knapp, da er nicht die schnellste Rennrunde fuhr. In Austin schwang das Momentum wieder leicht in Verstappens Richtung, Norris beendete das Rennen auf der Strecke vor ihm, da er bei seinem Überholmanöver jedoch die Strecke verließ und sich dadurch einen bleibenden Vorteil verschaffte, wurde er mit einer Fünf-Sekunden-Strafe wieder hinter Verstappen versetzt. In Mexiko-Stadt erzielte er mit Platz 2 eine weitere Podestplatzierung, während Verstappen als Sechster wieder Punkte auf Norris verlor.
Der Wendepunkt kam beim folgenden Rennen in São Paulo: Nachdem er durch Schützenhilfe von Piastri den Sprint gewonnen hatte, errang er beim auf den Sonntag verschobenen Qualifying die Pole-Position. Nach dem Start des Rennens lag er lange auf Platz 2, bis das virtuelle Safety-Car in Runde 28 ausgelöst wurde und Norris an die Box fuhr. Nachdem wenige Runden später aufgrund der immer widriger werdenden Wetterbedingungen das Safety-Car auf die Strecke gekommen war, wurde das Rennen anschließend wegen eines Unfalls mit der roten Flagge unterbrochen. Norris, zu diesem Zeitpunkt durch seinen Boxenstopp auf Rang 4 hinter Verstappen und beiden Alpine-Piloten, die noch nicht gestoppt hatten, verlor damit die Track Position gegenüber diesen drei Fahrern, da diese während der Unterbrechung Reifen wechseln durften. Im weiteren Verlauf des Rennens rutschte Norris noch zweimal von der nassen Strecke, er beendete das Rennen auf Platz 6, während Verstappen das Rennen gewann und somit den Vorsprung in der Fahrermeisterschaft mit noch drei zu fahrenden Rennen und einem Sprint auf 62 Punkte vergrößerte. Beim folgenden Grand Prix in Las Vegas kam Norris erneut als Sechster ins Ziel, war aber rechnerisch aus dem Titelkampf ausgeschieden, da Verstappen mit Platz 5 direkt vor ihm seinen ersten Matchball der Saison verwertete und sich vorzeitig zum Weltmeister krönte.
In Katar führte er den Sprint lange an, gab den Sieg jedoch in der letzten Runde an Piastri ab. Er wollte sich damit für die Schützenhilfe beim Sprint in São Paulo revanchieren, obwohl sein Team ihn angewiesen hatte, die Positionen zu halten. Im Rennen fuhr er lange um den Sieg mit, bis er wegen zu schnellem Fahren unter doppelter gelber Flagge mit einer Zehn-Sekunden Stop-and-Go-Strafe belegt wurde. Verstappen gewann das Rennen, Norris erzielte als Zehnter mit schnellster Rennrunde aber noch zwei Punkte. Im letzten Saisonrennen in Abu Dhabi gelang ihm ein vierter Rennsieg. Mit Platz 2 in der Fahrermeisterschaft gelang ihm sein bis dato bestes Saisonergebnis, sein Team McLaren gewann durch seinen Sieg zudem zum ersten Mal seit 1998 die Konstrukteursmeisterschaft.

### 2025: Kampf um den ersten Weltmeistertitel
2025 bestreitet Lando Norris seine siebte Saison bei McLaren. Bereits bei den Testfahrten und vor allem im ersten Saisonrennen wurde deutlich, dass der McLaren im Gesamtpaket das schnellste Auto im Feld ist. Beim ersten Saisonrennen in Australien sicherte sich Norris die Pole-Position vor seinem Teamkollegen Oscar Piastri und gewann das Auftaktrennen. In China qualifizierte sich Norris im Sprint auf Platz 6 und beendete diesen lediglich auf Platz 8. Im Hauptrennen startete er von Platz 3 und überquerte die Ziellinie hinter Piastri auf dem zweiten Rang. Beim Großen Preis von Japan qualifizierte sich Norris hinter Max Verstappen auf Platz 2. Das gesamte Rennen über blieb er dicht hinter Verstappen, doch dieser fuhr ein fehlerfreies Rennen und ließ keine Überholmöglichkeit zu. In Bahrain qualifizierte sich Norris auf Platz 6 und kämpfte sich im Rennen auf Rang 3 vor. Beim Großen Preis von Saudi-Arabien verlor Norris im Q3 in der Kurvenkombination 4/5 die Kontrolle über sein Auto und schlug in die Mauer ein, was Startplatz 10 zur Folge hatte. Im Rennen arbeitete er sich auf Platz 4 vor. Von Platz 3 startend gewann Norris in Miami den Sprint. Das Rennen beendete er auf Platz 2. In Imola, von Platz 4 gestartet, überquerte Norris die Ziellinie hinter Verstappen auf dem zweiten Rang. In Monaco sicherte sich Norris die Pole-Position und gewann zum ersten Mal in seiner Karriere das prestigeträchtigste Rennen der Formel 1. In Spanien erreichte er einen zweiten Platz hinter Piastri. Im darauffolgenden Rennen in Kanada schied er zwei Runden vor Rennende an sechster Stelle aus, nachdem er aufgrund selbst eingestandener Fehleinschätzung seinen vor ihm liegenden Teamkollegen touchierte und in die Mauer schlitterte. Piastri konnte weiter fahren, Norris wurde als 18. gewertet. Nach einem weiteren Sieg in Österreich gewann er erstmals sein Heimrennen in Silverstone.

## Persönliches
Lando Norris wurde am 13. November 1999 in Bristol geboren. Sein Vater Adam Norris ist Gründer eines Investmentunternehmens und zählt zu den reichsten Menschen Bristols. In der Liste der reichsten Briten wird er auf Platz 501 geführt (Stand 2022). Lando Norris’ Mutter Cisca ist gebürtige Belgierin. Lando ist das zweitälteste von vier Kindern. Er hat zwei jüngere Schwestern, Flo und Cisca, sowie den älteren Bruder Oliver, der ebenfalls professionell Kartsport betrieb. Norris besitzt die britische sowie die belgische Staatsangehörigkeit.
Norris besuchte die Millfield School in Street, Somerset. Er verließ die Schule, bevor er das General Certificate of Secondary Education, vergleichbar mit einem Realschulabschluss in Deutschland, ablegte. Nach dem Ende der Schulzeit zog die Familie nach Glastonbury, damit er weiterhin einer Rennfahrerkarriere nachkommen konnte. Seit seiner Kindheit bezeichnet er Valentino Rossi als sein Idol und seine Inspiration für den Motorsport. Norris wohnte in Woking, dem Ort, in dem auch sein aktuelles Team McLaren Racing sein Hauptquartier hat. Am 1. Dezember 2021 gab er bekannt, dass er einen Umzug nach Monaco vorbereite.

## Statistik

### Karrierestationen
- 2007–2014: Kartsport
- 2014: Ginetta Junior Championship (Platz 3)
- 2015: Britische Formel 4 (Meister)
- 2015: Deutsche Formel 4 (Platz 8)
- 2015: Italienische Formel 4 (Platz 11)
- 2015: BRDC Formula 4, Herbst (Platz 5)
- 2016: Toyota Racing Series (Meister)
- 2016: Formel Renault 2.0 Eurocup (Meister)
- 2016: Nordeuropäische Formel Renault (Meister)
- 2016: Britische Formel 3 (Platz 8)
- 2017: Europäische Formel 3 (Meister)
- 2018: Formel 2 (Platz 2)
- 2019: Formel 1 (Platz 11)
- 2020: Formel 1 (Platz 9)
- 2021: Formel 1 (Platz 6)
- 2022: Formel 1 (Platz 7)
- 2023: Formel 1 (Platz 6)
- 2024: Formel 1 (Platz 2)
- 2025: Formel 1

### Einzelergebnisse in der britischen Formel-4-Meisterschaft
| Jahr | Team   | 1   | 2   | 3   | 4   | 5   | 6   | 7   | 8   | 9   | 10  | 11  | 12  | 13  | 14  | 15  | 16  | 17  | 18  | 19  | 20  | 21  | 22  | 23  | 24  | 25  | 26  | 27  | 28  | 29  | 30  | Punkte | Rang |
| ---- | ------ | --- | --- | --- | --- | --- | --- | --- | --- | --- | --- | --- | --- | --- | --- | --- | --- | --- | --- | --- | --- | --- | --- | --- | --- | --- | --- | --- | --- | --- | --- | ------ | ---- |
| 2015 | Carlin | BRH | BRH | BRH | DON | DON | DON | THR | THR | THR | OUL | OUL | OUL | CRO | CRO | CRO | SNE | SNE | SNE | KNO | KNO | KNO | ROC | ROC | ROC | SIL | SIL | SIL | BRH | BRH | BRH | 413    | 1.   |
| 2015 | Carlin | 1   | 9   | 1   | 4   | 6   | 10  | 10  | 1   | 3   | 2   | 8   | 1   | DNF | 12  | 2   | 2   | 8   | 2   | 1   | DNF | 7   | 1   | 8   | 2   | 1   | 7   | 10  | 1   | 7   | 2   | 413    | 1.   |

### Einzelergebnisse in der deutschen Formel-4-Meisterschaft
| Jahr | Team                          | 1   | 2   | 3   | 4   | 5   | 6   | 7   | 8   | 9   | 10  | 11  | 12  | 13  | 14  | 15  | 16  | 17  | 18  | 19  | 20  | 21  | 22  | 23  | 24  | Punkte | Rang |
| ---- | ----------------------------- | --- | --- | --- | --- | --- | --- | --- | --- | --- | --- | --- | --- | --- | --- | --- | --- | --- | --- | --- | --- | --- | --- | --- | --- | ------ | ---- |
| 2015 | ADAC Berlin-Brandenburg e. V. | OS1 | OS1 | OS1 | SPI | SPI | SPI | SPA | SPA | SPA | LAU | LAU | LAU | NÜR | NÜR | NÜR | SAC | SAC | SAC | OS2 | OS2 | OS2 | HOC | HOC | HOC | 131    | 8.   |
| 2015 | ADAC Berlin-Brandenburg e. V. |     |     |     |     |     |     | 4   | 2   | 1   |     |     |     | 3   | 5   | 2   |     |     |     |     |     |     | 3   | 2   | DNS | 131    | 8.   |

### Einzelergebnisse in der italienischen Formel-4-Meisterschaft
| Jahr | Team             | 1   | 2   | 3   | 4   | 5   | 6   | 7   | 8   | 9   | 10  | 11  | 12  | 13  | 14  | 15  | 16  | 17  | 18  | 19  | 20  | 21  | Punkte | Rang |
| ---- | ---------------- | --- | --- | --- | --- | --- | --- | --- | --- | --- | --- | --- | --- | --- | --- | --- | --- | --- | --- | --- | --- | --- | ------ | ---- |
| 2015 | Mücke Motorsport | VAL | VAL | VAL | MNZ | MNZ | MNZ | IMO | IMO | IMO | MUG | MUG | MUG | ADR | ADR | ADR | IMO | IMO | IMO | MIS | MIS | MIS | 51     | 11.  |
| 2015 | Mücke Motorsport |     |     |     | DNF | 5   | 3   |     |     |     | 12  | 7   | 8   |     |     |     | 5   | 23  | 4   |     |     |     | 51     | 11.  |

### Einzelergebnisse in der Toyota Racing Series
| Jahr | Team           | 1   | 2   | 3   | 4   | 5   | 6   | 7   | 8   | 9   | 10  | 11  | 12  | 13  | 14  | 15  | Punkte | Rang |
| ---- | -------------- | --- | --- | --- | --- | --- | --- | --- | --- | --- | --- | --- | --- | --- | --- | --- | ------ | ---- |
| 2016 | M2 Competition | CHR | CHR | CHR | INV | INV | INV | HMP | HMP | HMP | TAU | TAU | TAU | MAN | MAN | MAN | 924    | 1.   |
| 2016 | M2 Competition | 3   | 1   | 9   | 2   | 2   | 1   | 1   | 17  | 6   | 1   | 2   | 1   | 3   | 4   | 1   | 924    | 1.   |

### Einzelergebnisse in der europäischen Formel-3-Meisterschaft
| Jahr | Team   | Motor      | 1   | 2   | 3   | 4   | 5   | 6   | 7   | 8   | 9   | 10  | 11  | 12  | 13  | 14  | 15  | 16  | 17  | 18  | 19  | 20  | 21  | 22  | 23  | 24  | 25  | 26  | 27  | 28  | 29  | 30  | Punkte | Rang |
| ---- | ------ | ---------- | --- | --- | --- | --- | --- | --- | --- | --- | --- | --- | --- | --- | --- | --- | --- | --- | --- | --- | --- | --- | --- | --- | --- | --- | --- | --- | --- | --- | --- | --- | ------ | ---- |
| 2016 | Carlin | Volkswagen | LEC | LEC | LEC | HUN | HUN | HUN | PAU | PAU | PAU | SPI | SPI | SPI | NOR | NOR | NOR | ZAN | ZAN | ZAN | SPA | SPA | SPA | NÜR | NÜR | NÜR | IMO | IMO | IMO | HOC | HOC | HOC | –      | –    |
| 2016 | Carlin | Volkswagen |     |     |     |     |     |     |     |     |     |     |     |     |     |     |     |     |     |     |     |     |     |     |     |     |     |     |     | DNF | 16  | 16  | –      | –    |
| 2017 | Carlin | Volkswagen | SIL | SIL | SIL | MNZ | MNZ | MNZ | PAU | PAU | PAU | HUN | HUN | HUN | NOR | NOR | NOR | SPA | SPA | SPA | ZAN | ZAN | ZAN | NÜR | NÜR | NÜR | SPI | SPI | SPI | HOC | HOC | HOC | 441    | 1.   |
| 2017 | Carlin | Volkswagen | 1   | 9   | 3   | 1   | 2   | 2   | 2   | 2   | DNF | 8   | 14  | 3   | 11  | 1   | 3   | 1   | DNF | 1   | 1   | 3   | 1   | 1   | 2   | 1   | 4   | 2   | 17  | 2   | 11  | 4   | 441    | 1.   |

Anmerkungen
1. ↑  Gaststarter

### Einzelergebnisse in der FIA Formel-2-Meisterschaft
| Jahr | Team              | 1   | 2   | 3   | 4   | 5   | 6   | 7   | 8   | 9   | 10  | 11  | 12  | 13  | 14  | 15  | 16  | 17  | 18  | 19  | 20  | 21  | 22  | 23  | 24  | Punkte | Rang |
| ---- | ----------------- | --- | --- | --- | --- | --- | --- | --- | --- | --- | --- | --- | --- | --- | --- | --- | --- | --- | --- | --- | --- | --- | --- | --- | --- | ------ | ---- |
| 2017 | Campos Grand Prix | BRN | BRN | ESP | ESP | MON | MON | AZE | AZE | AUT | AUT | GBR | GBR | HUN | HUN | BEL | BEL | ITA | ITA | ESP | ESP | UAE | UAE |     |     | -      | 25.  |
| 2017 | Campos Grand Prix |     |     |     |     |     |     |     |     |     |     |     |     |     |     |     |     |     |     |     |     | DNF | 13  |     |     | -      | 25.  |
| 2018 | Carlin            | BRN | BRN | AZE | AZE | ESP | ESP | MON | MON | FRA | FRA | AUT | AUT | GBR | GBR | HUN | HUN | BEL | BEL | ITA | ITA | RUS | RUS | UAE | UAE | 219    | 2.   |
| 2018 | Carlin            | 1   | 4   | 6   | 4   | 3   | 3   | 6   | 3   | 16  | 5   | 2   | 11  | 10  | 3   | 2   | 4   | 4   | 2   | 6   | 5   | DNF | DNF | 5   | 2   | 219    | 2.   |

| Legende  | Legende            | Legende                                                          |
| Farbe    | Abkürzung          | Bedeutung                                                        |
| -------- | ------------------ | ---------------------------------------------------------------- |
| Gold     | –                  | Sieg                                                             |
| Silber   | –                  | 2. Platz                                                         |
| Bronze   | –                  | 3. Platz                                                         |
| Grün     | –                  | Platzierung in den Punkten                                       |
| Blau     | –                  | Klassifiziert außerhalb der Punkteränge                          |
| Violett  | DNF                | Rennen nicht beendet (did not finish)                            |
| Violett  | NC                 | nicht klassifiziert (not classified)                             |
| Rot      | DNQ                | nicht qualifiziert (did not qualify)                             |
| Rot      | DNPQ               | in Vorqualifikation gescheitert (did not pre-qualify)            |
| Schwarz  | DSQ                | disqualifiziert (disqualified)                                   |
| Weiß     | DNS                | nicht am Start (did not start)                                   |
| Weiß     | WD                 | zurückgezogen (withdrawn)                                        |
| Hellblau | PO                 | nur am Training teilgenommen (practiced only)                    |
| Hellblau | TD                 | Freitags-Testfahrer (test driver)                                |
| ohne     | DNP                | nicht am Training teilgenommen (did not practice)                |
| ohne     | INJ                | verletzt oder krank (injured)                                    |
| ohne     | EX                 | ausgeschlossen (excluded)                                        |
| ohne     | DNA                | nicht erschienen (did not arrive)                                |
| ohne     | C                  | Rennen abgesagt (cancelled)                                      |
| ohne     | keine WM-Teilnahme |                                                                  |
| sonstige | P/fett             | Pole-Position                                                    |
| sonstige | 1/2/3/4/5/6/7/8    | Punktplatzierung im Sprint-/Qualifikationsrennen                 |
| sonstige | SR/kursiv          | Schnellste Rennrunde                                             |
| sonstige | *                  | nicht im Ziel, aufgrund der zurückgelegten Distanz aber gewertet |
| sonstige | ()                 | Streichresultate                                                 |
| sonstige | unterstrichen      | Führender in der Gesamtwertung                                   |

### Statistik in der Formel-1-Weltmeisterschaft
Diese Statistik umfasst alle Teilnahmen des Fahrers an der Formel-1-Weltmeisterschaft.

#### Grand-Prix-Siege
- 2024:  Miami (Miami Gardens)
- 2024:  Niederlande (Zandvoort)
- 2024:  Singapur (Marina Bay)
- 2024:  Abu Dhabi (Yas Marina)
- 2025:  Australien (Melbourne)
- 2025:  Monaco (Monte Carlo)
- 2025:  Österreich (Spielberg)
- 2025:  Großbritannien (Silverstone)
- 2025:  Ungarn (Budapest)

#### Sprint-Siege
- 2024:  São Paulo (Interlagos)
- 2025:  Miami (Miami Gardens)

#### Gesamtübersicht
(Stand: Großer Preis von Ungarn, 3. August 2025)
| Saison | Team            | Chassis        | Motor                 | Rennen | Siege | Zweiter | Dritter | Poles | schn. Rennrunden | Punkte | WM-Pos. |
| ------ | --------------- | -------------- | --------------------- | ------ | ----- | ------- | ------- | ----- | ---------------- | ------ | ------- |
| 2019   | McLaren F1 Team | McLaren MCL34  | Renault 1.6 V6 Turbo  | 21     | −     | −       | −       | −     | −                | 49     | 11.     |
| 2020   | McLaren F1 Team | McLaren MCL35  | Renault 1.6 V6 Turbo  | 17     | −     | −       | 1       | −     | 2                | 97     | 9.      |
| 2021   | McLaren F1 Team | McLaren MCL35M | Mercedes 1.6 V6 Turbo | 22     | −     | 1       | 3       | 1     | 1                | 160    | 6.      |
| 2022   | McLaren F1 Team | McLaren MCL36  | Mercedes 1.6 V6 Turbo | 22     | −     | −       | 1       | −     | 2                | 122    | 7.      |
| 2023   | McLaren F1 Team | McLaren MCL60  | Mercedes 1.6 V6 Turbo | 22     | −     | 6       | 1       | −     | 1                | 205    | 6.      |
| 2024   | McLaren F1 Team | McLaren MCL38  | Mercedes 1.6 V6 Turbo | 24     | 4     | 6       | 3       | 8     | 6                | 374    | 2.      |
| 2025   | McLaren F1 Team | McLaren MCL39  | Mercedes 1.6 V6 Turbo | 14     | 5     | 6       | 1       | 4     | 5                | 275    | 2.      |
| Gesamt | Gesamt          | Gesamt         | Gesamt                | 142    | 9     | 18      | 10      | 13    | 17               | 1282   |         |

#### Einzelergebnisse
| Saison | 1   | 2   | 3  | 4   | 5  | 6   | 7  | 8  | 9   | 10   | 11 | 12  | 13 | 14 | 15 | 16 | 17  | 18 | 19 | 20   | 21  | 22  | 23 | 24 |
| ------ | --- | --- | -- | --- | -- | --- | -- | -- | --- | ---- | -- | --- | -- | -- | -- | -- | --- | -- | -- | ---- | --- | --- | -- | -- |
| 2019   |     |     |    |     |    |     |    |    |     |      |    |     |    |    |    |    |     |    |    |      |     |     |    |    |
| 12     | 6   | 18* | 8  | DNF | 11 | DNF | 9  | 6  | 11  | DNF  | 9  | 11* | 10 | 7  | 8  | 11 | DNF | 7  | 8  | 8    |     |     |    |    |
| 2020   |     |     |    |     |    |     |    |    |     |      |    |     |    |    |    |    |     |    |    |      |     |     |    |    |
| 3      | 5   | 13  | 5  | 9   | 10 | 7   | 4  | 6  | 15  | DNF  | 13 | 8   | 8  | 4  | 10 | 5  |     |    |    |      |     |     |    |    |
| 2021   |     |     |    |     |    |     |    |    |     |      |    |     |    |    |    |    |     |    |    |      |     |     |    |    |
| 4      | 3   | 5   | 8  | 3   | 5  | 5   | 5  | 3  | 4   | DNF  | 14 | 10  | 2  | 7  | 7  | 8  | 10  | 10 | 9  | 10   | 7   |     |    |    |
| 2022   |     |     |    |     |    |     |    |    |     |      |    |     |    |    |    |    |     |    |    |      |     |     |    |    |
| 15     | 7   | 5   | 35 | DNF | 8  | 6   | 9  | 15 | 6   | 7    | 7  | 7   | 12 | 7  | 7  | 4  | 10  | 6  | 9  | DNF7 | 6   |     |    |    |
| 2023   |     |     |    |     |    |     |    |    |     |      |    |     |    |    |    |    |     |    |    |      |     |     |    |    |
| 17     | 17  | 6   | 9  | 17  | C  | 9   | 17 | 13 | 4   | 2    | 2  | 76  | 7  | 8  | 2  | 2  | 3   | 24 | 5  | 2    | DNF | 5   |    |    |
| 2024   |     |     |    |     |    |     |    |    |     |      |    |     |    |    |    |    |     |    |    |      |     |     |    |    |
| 6      | 8   | 3   | 5  | 26  | 1  | 2   | 4  | 2  | 2   | 20*3 | 3  | 2   | 5  | 1  | 3  | 4  | 1   | 43 | 2  | 61   | 6   | 102 | 1  |    |
| 2025   |     |     |    |     |    |     |    |    |     |      |    |     |    |    |    |    |     |    |    |      |     |     |    |    |
| 1      | 828 | 2   | 3  | 4   | 21 | 2   | 1  | 2  | 18* | 1    | 1  | 23  | 1  |    |    |    |     |    |    |      |     |     |    |    |

| Legende  | Legende            | Legende                                                          |
| Farbe    | Abkürzung          | Bedeutung                                                        |
| -------- | ------------------ | ---------------------------------------------------------------- |
| Gold     | –                  | Sieg                                                             |
| Silber   | –                  | 2. Platz                                                         |
| Bronze   | –                  | 3. Platz                                                         |
| Grün     | –                  | Platzierung in den Punkten                                       |
| Blau     | –                  | Klassifiziert außerhalb der Punkteränge                          |
| Violett  | DNF                | Rennen nicht beendet (did not finish)                            |
| Violett  | NC                 | nicht klassifiziert (not classified)                             |
| Rot      | DNQ                | nicht qualifiziert (did not qualify)                             |
| Rot      | DNPQ               | in Vorqualifikation gescheitert (did not pre-qualify)            |
| Schwarz  | DSQ                | disqualifiziert (disqualified)                                   |
| Weiß     | DNS                | nicht am Start (did not start)                                   |
| Weiß     | WD                 | zurückgezogen (withdrawn)                                        |
| Hellblau | PO                 | nur am Training teilgenommen (practiced only)                    |
| Hellblau | TD                 | Freitags-Testfahrer (test driver)                                |
| ohne     | DNP                | nicht am Training teilgenommen (did not practice)                |
| ohne     | INJ                | verletzt oder krank (injured)                                    |
| ohne     | EX                 | ausgeschlossen (excluded)                                        |
| ohne     | DNA                | nicht erschienen (did not arrive)                                |
| ohne     | C                  | Rennen abgesagt (cancelled)                                      |
| ohne     | keine WM-Teilnahme |                                                                  |
| sonstige | P/fett             | Pole-Position                                                    |
| sonstige | 1/2/3/4/5/6/7/8    | Punktplatzierung im Sprint-/Qualifikationsrennen                 |
| sonstige | SR/kursiv          | Schnellste Rennrunde                                             |
| sonstige | *                  | nicht im Ziel, aufgrund der zurückgelegten Distanz aber gewertet |
| sonstige | ()                 | Streichresultate                                                 |
| sonstige | unterstrichen      | Führender in der Gesamtwertung                                   |